# Юрюзань (город)
Юрюза́нь — город в Катав-Ивановском районе Челябинской области России. Административный центр Юрюзанского городского поселения. Население 10 130 чел.

## Этимология
Наименование происходит от гидронима Юрюзань, который в свою очередь переводится как большая долина — от башкирского «юр (йур)» — большая и «үҙән (узян, узен)» — долина.

## География
Расположен на реке Юрюзани (бассейн Камы), в 254 км к западу от областного центра города Челябинска.
Климат резко континентальный. Среднегодовая норма осадков: 530 мм. Меньше всего осадков выпадает в феврале, в среднем около 22 мм, больше всего — в июле, в среднем 87 мм. Самый тёплый месяц: июль, средняя температура +16°C. Самый холодный месяц: январь, средняя температура -15°C.

## История
Основан в 1758 году как посёлок в связи со строительством симбирскими промышленниками И. Твердышевым и И. Мясниковым железоделательного завода, действовавшего до 1908 года, и получившего название Юрюзань-Ивановский Завод. С конца XIX века именовался Юрюзанским Заводом. 
В 1829 году произошло одно из крупнейших в 1-й половине XIX века выступление крепостных, восстание под руководством заводского служащего И.И. Тараканова.
Административно входил в состав Златоустовского уезда Уфимской губернии.
С 1928 года назывался рабочим посёлком Юрюзань по названию реки, с 18 июня 1943 года имеет статус города районного подчинения.
В советское время в городе действовал механический завод (строительство начато в 1937 году, начал работу в конце 1941, когда сюда был эвакуирован из Тулы завод № 38 Наркомата вооружения, в 1980-е доля оборонной продукции составляла 60%, в 2002 обанкротился), производивший боеприпасы для короткоствольного стрелкового оружия, в том числе для уникальных подводных пистолетов, а также с 1960 г. бытовые холодильники «Юрюзань», конструкция которых восходила к одному из первенцев советской промышленности (1950) «ЗИС-Москва» ДХ-2 (из-за общей устарелости спрос на них пропал с открытием рынка для импортных холодильников, и в 1996 году их производство остановилось), различные виды цепей для сельского хозяйства и пищевой промышленности, тракторные помпы.

## Население
| 1897    | 1931    | 1939    | 1959    | 1967    | 1970    | 1979    |
| ------- | ------- | ------- | ------- | ------- | ------- | ------- |
| 7491    | ↗7600   | ↗10 800 | ↗17 291 | ↗18 000 | ↘17 510 | ↗18 113 |
| 1989    | 1992    | 1996    | 1998    | 2002    | 2003    | 2005    |
| ↗18 294 | ↘18 200 | ↘16 700 | ↘16 000 | ↘14 158 | ↗14 200 | ↘13 700 |
| 2006    | 2007    | 2008    | 2009    | 2010    | 2011    | 2012    |
| ↘13 500 | ↘13 300 | ↘13 127 | ↗13 164 | ↘12 571 | ↘12 540 | ↘12 434 |
| 2013    | 2014    | 2015    | 2016    | 2017    | 2018    | 2019    |
| ↘12 291 | ↘12 159 | ↘12 088 | ↘11 908 | ↘11 685 | ↘11 415 | ↘11 178 |
| 2020    | 2021    | 2023    |         |         |         |         |
| ↘10 908 | ↘10 284 | ↘10 130 |         |         |         |         |

На 1 января 2025 года по численности населения город находился на 911-м месте из 1124 городов Российской Федерации.

## Инфраструктура
Железнодорожная станция Юрюзань на ветке Вязовая — Катав-Ивановск Южно-Уральской железной дороги. Пассажирского движения по которой нет с 2008 года. 
Действуют больница, дворец культуры, дом детского творчества, МОУ ДОД «Юрюзанская детская школа искусств».

## Средства массовой информации

### Телевидение
- 37 ТВК (602 МГц) - БСТ;
- 49 ТВК (698 МГц) - ОТВ Челябинск;
- 57 ТВК (762 МГц) - РТРС-1;
- 59 ТВК (778 МГц) - РТРС-2;

### Радиостанции
- 101,2 МГц Радио Дача (Усть-Катав);
- 101,6 МГц Радио Дача;
- 102,1 МГц Авторадио (Трёхгорный);
- 102,6 МГц Ретро FM (Трёхгорный);
- 103,0 МГц (ПЛАН) Маруся FM;
- 103,6 МГц Радио Континенталь;
- 104,1 МГц DFM (Трёхгорный);
- 105,1 МГц Радио Шансон (Трёхгорный);
- 106,1 МГц Европа Плюс (Трёхгорный);
- 106.6 МГц Юмор FM (Катав-Ивановск);
- 107.4 МГц Радио России / Радио Южный Урал.

## Почётные гражданегорода Юрюзани[32]
- Алтухов, Алексей Сергеевич,
- Бихерт, Роберт Александрович,
- Гончарова, Галина Ивановна,
- Костин, Иван Кузьмич,
- Кузнецов, Василий Петрович,
- Кукарин, Иван Александрович, Герой Советского Союза,
- Любимов, Пётр Максимович,
- Малахов, Борис Фёдорович, Герой  Советского Союза
- Сергиенко Сергей Яковлевич
- Соловьёв, Евгений Иванович,
- Соловьёва, Надежда Ивановна,
- Сурин, Леонид Николаевич,
- Сырцов, Дмитрий Дмитриевич, Герой Советского Союза,
- Тихомиров, Борис Сергеевич,
- Шубина, Валентина Васильевна.

## Известные люди, родившиеся в Юрюзани
- Ковалёва, Лидия Фёдоровна (1940—2010) — советская и российская оперная и концертная певица, музыкальный педагог. Солистка Марийского музыкального театра (1968―1972), солистка оперы Большого театра (1974―1995). Заслуженная артистка РСФСР (1982). Заслуженная артистка Марийской АССР (1970). Лауреат Государственной премии Марийской АССР (1970).
- Первухин, Михаил Георгиевич (1904—1978) — советский государственный, политический и военный деятель;
- Хакимова, Ирина Шарифзяновна (род. 1951 г.) — балерина, народная артистка РСФСР и Татарской АССР, Лауреат государственной премии Республики Татарстан им. Габдуллы Тукая.

## Достопримечательности
- Краеведческий музей.
- Могила Героя Советского Союза Ивана Кукарина на центральной площади города.

## Религия
Православные храмы
- Церковь Рождества Христова XIX века
- Церковь Пантелеимона Целителя

Мечети
- Мечеть